# Skäggeröd
Skäggeröd är en bebyggelse på en halvö norr om Grebbestad i Tanums kommun. Från 2023 avgränsar SCB här en småort.